# Чемпіонат світу з гірського та трейлового бігу 2022
Чемпіонат світу з гірського та трейлового бігу 2022 був проведений 3-6 листопада в Чіангмаї.
Про надання тайському місту права провести змагання було оголошено у грудні 2020. Спочатку чемпіонат планувався до проведення у листопаді 2021, проте був зрештою відкладений на рік через коронавірусні ризики.
Цей чемпіонат став першою в історії світовою першістю, яка об'єднувала дисципліни гірського бігу та трейлу, та прийшов на заміну чемпіонатам світу з гірського бігу, з гірського бігу на довгій дистанції та з трейлу.
На чемпіонаті було розіграно 20 комплектів нагород у особистому та командному заліку серед жінок та чоловіків у двох вікових категоріях (дорослі та юніори).
За регламентом змагань дорослі спортсмени змагалися у гірському бігу та трейлі, а юніори — лише у гірському бігу.

## Особиста першість

### Чоловіки
| Дистанція                                                        | Золото                           | Золото  | Срібло                           | Срібло  | Бронза                             | Бронза  |
| ---------------------------------------------------------------- | -------------------------------- | ------- | -------------------------------- | ------- | ---------------------------------- | ------- |
| Гірський біг «вгору» 8,5 км (дорослі) набір висоти — 1344 м      | Патрік Кіпнгено Кенія            | 46.51   | Філемон Кіріаго Кенія            | 48.24   | Алехандро Гарсія Каррільйо Іспанія | 49.03   |
| Гірський біг «вгору-вниз» 11,2 км (дорослі) набір висоти — 475 м | Семуел Кібет Уганда              | 40.02   | Патрік Кіпнгено Кенія            | 40.12   | Тімоті Тороїтіч Уганда             | 40.26   |
| Гірський біг «вгору-вниз» 6,4 км (U20) набір висоти — 224 м      | Леонард Чемутай Уганда           | 21.07   | Калеб Арап Мусобо Тунгвет Уганда | 21.44   | Деніс Кіплангат Уганда             | 22.18   |
| Трейл 39,3 км (дорослі) набір висоти — 2777 м                    | Стівен Говінд Ангермунд Норвегія | 3:08.29 | Франческо Пуппі Італія           | 3:11.47 | Джонатан Олбон Велика Британія     | 3:13.05 |
| Трейл 80 км (дорослі) набір висоти — 4910 м                      | Адам Пітерман США                | 7:15.53 | Ніколя Мартен Франція            | 7:28.44 | Андреас Райтерер Італія            | 7:36.50 |

### Жінки
| Дистанція                                                        | Золото                         | Золото  | Срібло                           | Срібло  | Бронза                        | Бронза  |
| ---------------------------------------------------------------- | ------------------------------ | ------- | -------------------------------- | ------- | ----------------------------- | ------- |
| Гірський біг «вгору» 8,5 км (дорослі) набір висоти — 1344 м      | Оллі Мак-Лафлін США            | 55.15   | Андреа Майр Австрія              | 55.41   | Мод Матіс Швейцарія           | 56.00   |
| Гірський біг «вгору-вниз» 11,2 км (дорослі) набір висоти — 475 м | Ребекка Чептегей Уганда        | 46.25   | Аннет Чеменгіч Челангат Уганда   | 46.52   | Оллі Мак-Лафлін США           | 48.41   |
| Гірський біг «вгору-вниз» 6,4 км (U20) набір висоти — 224 м      | Джессіка Бейлі Велика Британія | 26.27   | Ребекка Флагерті Велика Британія | 27.45   | Аксель Вікарі Італія          | 28.21   |
| Трейл 39,3 км (дорослі) набір висоти — 2777 м                    | Деніза Йонеля Драгомір Румунія | 3:49.23 | Барбора Мацурова Чехія           | 3:51.22 | Емілія Брангефельт Швеція     | 3:54.52 |
| Трейл 80 км (дорослі) набір висоти — 4910 м                      | Бланден Лірондель Франція      | 8:22.14 | Іда Нільссон Швеція              | 8:34.59 | Хемма Аренас Алькасар Іспанія | 8:46.27 |

## Командна першість
Рейтинг країн в командній першості з-поміж дисциплін гірського бігу визначався складанням місць перших трьох представників країн-учасниць на фініші, а у трейловому бігу — складанням фінішного часу перших трьох спортсменів від кожної країни. При цьому, медалі отримували всі спортсмени перших трьох країн у рейтингу за умови, що вони діставались фінішу.

### Чоловіки
| Дистанція                                   | Золото | Золото   | Срібло | Срібло   | Бронза | Бронза   |
| ------------------------------------------- | --- | -------- | --- | -------- | --- | -------- |
| Гірський біг «вгору» 8,5 км (дорослі)       | ІталіяЧезаре Маестрі (7) Ксав'є Шевріє (8) Андреа Ростан (17) Генрі Аймонод (28)                                                                             | 32 очки  | ШвейцаріяДжої Гадорн (4) Йонас Сольдіні (12) Фабіан Еберсольд (18) Паскаль Бюхс (26)                                                                  | 34       | ІспаніяАлехандро Гарсія Каррільйо (3) Мікель Корбера Рубіо (13) Оріоль Кардона Колль (21) Гільєрмо Альберт Лісандра (36)                        | 37       |
| Гірський біг «вгору-вниз» 11,2 км (дорослі) | УгандаСемуел Кібет (1) Тімоті Тороїтіч (3) Леонард Чемонгес (4) Еліуд Чероп (5)                                                                              | 8 очок   | ІспаніяАндреу Бланес Рейх (6) Оріоль Кардона Колль (8) Алехандро Гарсія Каррільйо (15) Мікель Корбера Рубіо (19)                                      | 29       | ІталіяАльберто Вендер (7) Чезаре Маестрі (9) Ксав'є Шевріє (14) Данієль Паттіс (29)                                                             | 30       |
| Гірський біг «вгору-вниз» 6,4 км (U20)      | УгандаЛеонард Чемутай (1) Калеб Арап Мусобо Тунгвет (2) Деніс Кіплангат (3) Сілас Ротіч (4)                                                                  | 6 очок   | ФранціяБаптіст Картьйо (7) П'єр Буді (11) Мелен ле Палаб (15) Антонін Терон (20)                                                                      | 34       | Велика БританіяФінлей Грант (5) Фрейзер Гілмур (10) Вільям Лонгден (19) Едвард Корден (26)                                                      | 34       |
| Трейл 39,3 км (дорослі)                     | ІталіяФранческо Пуппі (3:11.47) Андреа Рота (3:19.56) Крістіан Міноджіо (3:21.57) Маттіа Джанола (3:30.10) Мартін Дематтеїс (3:32:05) Лука Каньяті (4:00.28) | 9:53.40  | ФранціяТома Карден (3:19.31) Фредерік Траншан (3:22.20) Жульєн Ранкон (3:24.02) Тімоте Бомм'є (3:27.45) Кевін Вермелен (3:29.39) Арно Бонін (3:40.44) | 10:05:53 | Велика БританіяДжонатан Олбон (3:13.05) Крістіан Джонс (3:17.47) Біллі Картрайт (3:36.26) Бреннан Тауншенд (3:46.48) Томас Адамс (3:54:21)      | 10:07:18 |
| Трейл 80 км (дорослі)                       | СШААдам Пітерман (7:15.53) Ерік Ліпума (7:52.13) Джефф Кольт (7:58.23) Адам Меррі (9:02.42)                                                                  | 23:06.29 | ФранціяНіколя Мартен (7:28.44) Тібо Гаррів'є (7:50.12) Поль Мату (7:53.47) Мартен Керн (7:59.53) Людовік Поммере (8:16.50) Артур Жойо Буйон (8:26.07) | 23:12.43 | ІспаніяХосе Анхель Фернандес Хіменес (7:39.19) Арітц Егея Касерес (7:48.42) Маркос Рамос Гонсалес (8:14.55) Борха Фернандес Фернандес (8:47.36) | 23:42.56 |

### Жінки
| Дистанція                                   | Золото | Золото   | Срібло | Срібло   | Бронза | Бронза   |
| ------------------------------------------- | --- | -------- | --- | -------- | --- | -------- |
| Гірський біг «вгору» 8,5 км (дорослі)       | СШАОллі Мак-Лафлін (1) Лорен Грегорі (12) Рейчел Томайчик (26)                                                                                                | 39 очок  | Велика БританіяСкаут Адкін (11) Рут Джонс (14) Голлі Пейдж (16) Кейт Евері (20)                                                                                                   | 41       | ШвейцаріяМод Матіс (3) Юдіт Відер (13) Селіна Бюрх (25) Сімоне Трокслер (32)                                     | 41       |
| Гірський біг «вгору-вниз» 11,2 км (дорослі) | ШвейцаріяЮдіт Відер (6) Мод Матіс (13) Рея Ізелі (15) Селіна Бюрх (54)                                                                                        | 34 очки  | Велика БританіяСкаут Адкін (5) Голлі Пейдж (8) Наомі Ленг (25) Кейт Евері (26) | 38       | СШАОллі Мак-Лафлін (3) Рейчел Томайчик (19) Корі Доу (23) Саманта Льюїс (40)                                     | 45       |
| Гірський біг «вгору-вниз» 6,4 км (U20)      | Велика БританіяДжессіка Бейлі (1) Ребекка Флагерті (2) Еллен Вейр (4) Емілі Гіббінс (18)                                                                      | 7 очок   | ІталіяАксель Вікарі (3) Анна Гофер (5) Емілі Вучемільйо (10) Матільде Боніно (21)                                                                                                 | 19       | ФранціяЛілі Анн Бек (7) Полін Тросельє (8) Нелі Клеман (14) Фанні Сапе (16)                                      | 29       |
| Трейл 39,3 км (дорослі)                     | ІспаніяНурія Гіль Клапера (3:56.25) Шейла Авілес Кастаньйо (3:56.39) Хулія Фонт Гомес (4:02.41) Анна Комет Паскуа (4:12.38) Вірхінія Перес Месонеро (4:27.23) | 11:55.45 | СШАКімбер Меттокс (3:57.40) Ешлі Брасован (4:04.05) Стеві Кремер (4:06.55) Крістіна Маскаренас (4:18.22) Мішель Мерліс (5:07.31)                                                  | 12:08:40 | Велика БританіяЕлеанор Девіс (3:58.06) Шерон Тейлор (4:01.27) Нікола Джексон (4:10.59) Катріона Грейвс (4:16.21) | 12:10:32 |
| Трейл 80 км (дорослі)                       | ФранціяБланден Лірондель (8:22.14) Одрі Тангі (8:51.57) Маріон Делесп'єр (8:51:57) Жослін Полі (9:14.20) Манон Боар Кає (9:23.24) Лор Парадан (9:25.30)       | 26:06.08 | ІспаніяХемма Аренас Алькасар (8:46.27) Майте Майоро Елісондо (8:56.40) Морта Моліст Кодіна (9:10.13) Моніка Вівес Віла (9:36.06) Асара Гарсія де лос Сальмонес Маркано (10:18.24) | 26:53.20 | ІталіяДжудітта Туріні (9:00.05) Камілла Спаньйоль (9:30.52) Алессандра Бойфава (9:35.11)                         | 28:06.08 |

## Медальний залік
| Місце               | Країна              | Золото | Срібло | Бронза | Загалом |
| ------------------- | ------------------- | ------ | ------ | ------ | ------- |
| 1                   | Уганда              | 5      | 2      | 2      | 9       |
| 2                   | США                 | 4      | 1      | 2      | 7       |
| 3                   | Франція             | 2      | 4      | 1      | 7       |
| 4                   | Велика Британія     | 2      | 3      | 4      | 9       |
| 5                   | Італія              | 2      | 2      | 4      | 8       |
| 6                   | Іспанія             | 1      | 2      | 4      | 7       |
| 7                   | Кенія               | 1      | 2      | 0      | 3       |
| 8                   | Швейцарія           | 1      | 1      | 2      | 4       |
| 9                   | Норвегія            | 1      | 0      | 0      | 1       |
| 9                   | Румунія             | 1      | 0      | 0      | 1       |
| 11                  | Швеція              | 0      | 1      | 1      | 2       |
| 12                  | Австрія             | 0      | 1      | 0      | 1       |
| 12                  | Чехія               | 0      | 1      | 0      | 1       |
| Загалом (13 збірні) | Загалом (13 збірні) | 20     | 20     | 20     | 60      |

## Виступ українців
Українські спортсмени участі в чемпіонаті не брали.